# Arenaria xerophila
Arenaria xerophila är en nejlikväxtart som beskrevs av William Wright Smith. Arenaria xerophila ingår i släktet narvar, och familjen nejlikväxter. Utöver nominatformen finns också underarten A. x. xiangchengensis.